# Coelioxys fenestrata
Coelioxys fenestrata is een vliesvleugelig insect uit de familie Megachilidae. De wetenschappelijke naam van de soort is voor het eerst geldig gepubliceerd in 1873 door Smith.